# Oxyopes kumarae
Oxyopes kumarae là một loài nhện trong họ Oxyopidae.
Loài này thuộc chi Oxyopes. Oxyopes kumarae được Biswamoy Biswas & R. Roy miêu tả năm 2005.